# بابورووکو
بابورووکو (به لهستانی:  Baborówko) یک روستا در لهستان است که در گمینا شاموتووه واقع شده‌است. بابورووکو ۴۸۰ نفر جمعیت دارد.